# Palais Bettencourt
Le Palais Bettencourt est situé dans le centre historique de la ville d'Angra do Heroísmo, sur l'île de Terceira, aux Açores.
Il est classé Immeuble d'Intérêt Public depuis 1980.

## Histoire
Il s'agit d'un ancien manoir (solar) de la fin du XVIIe et du début du XVIIIe siècle, qui au cours du siècle dernier a subi quelques modifications.
Entre 1820 et 1821, Francisco António de Araújo e Azevedo, septième capitaine général des Açores et dernier du régime absolutiste, y vécut. 

## Caractéristiques
L'ensemble est marqué par une décoration sobre de style baroque, en accord avec le goût de l'époque. Sur sa façade principale, se distingue le riche portail sculpté en pierre locale, flanqué de deux colonnes salomoniques et surmonté de chapiteaux et d'architraves composites et d'un grand cartouche en pierre encadrant les armoiries des Bettencourt.

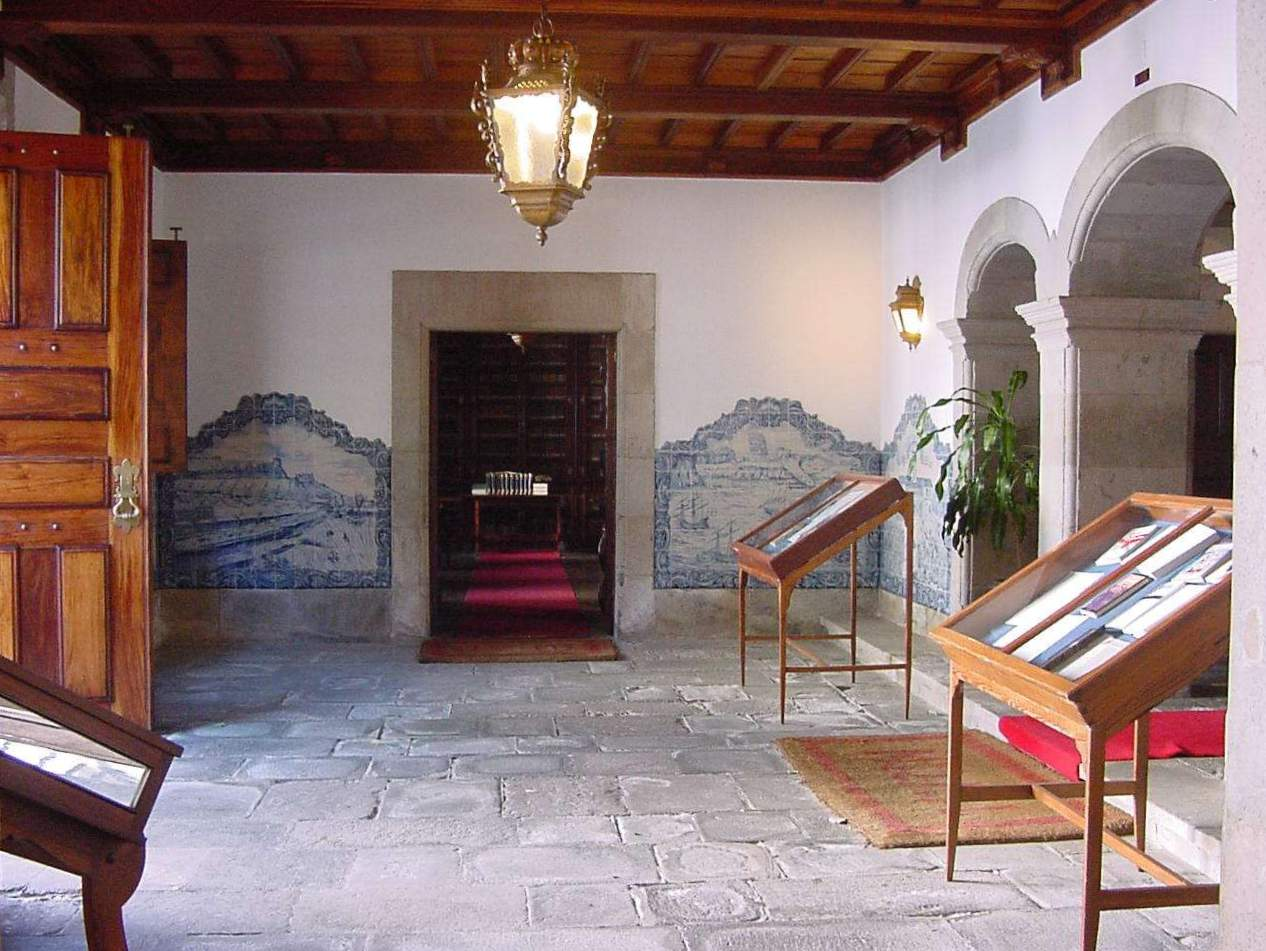
Palais Bettencourt : entrée.
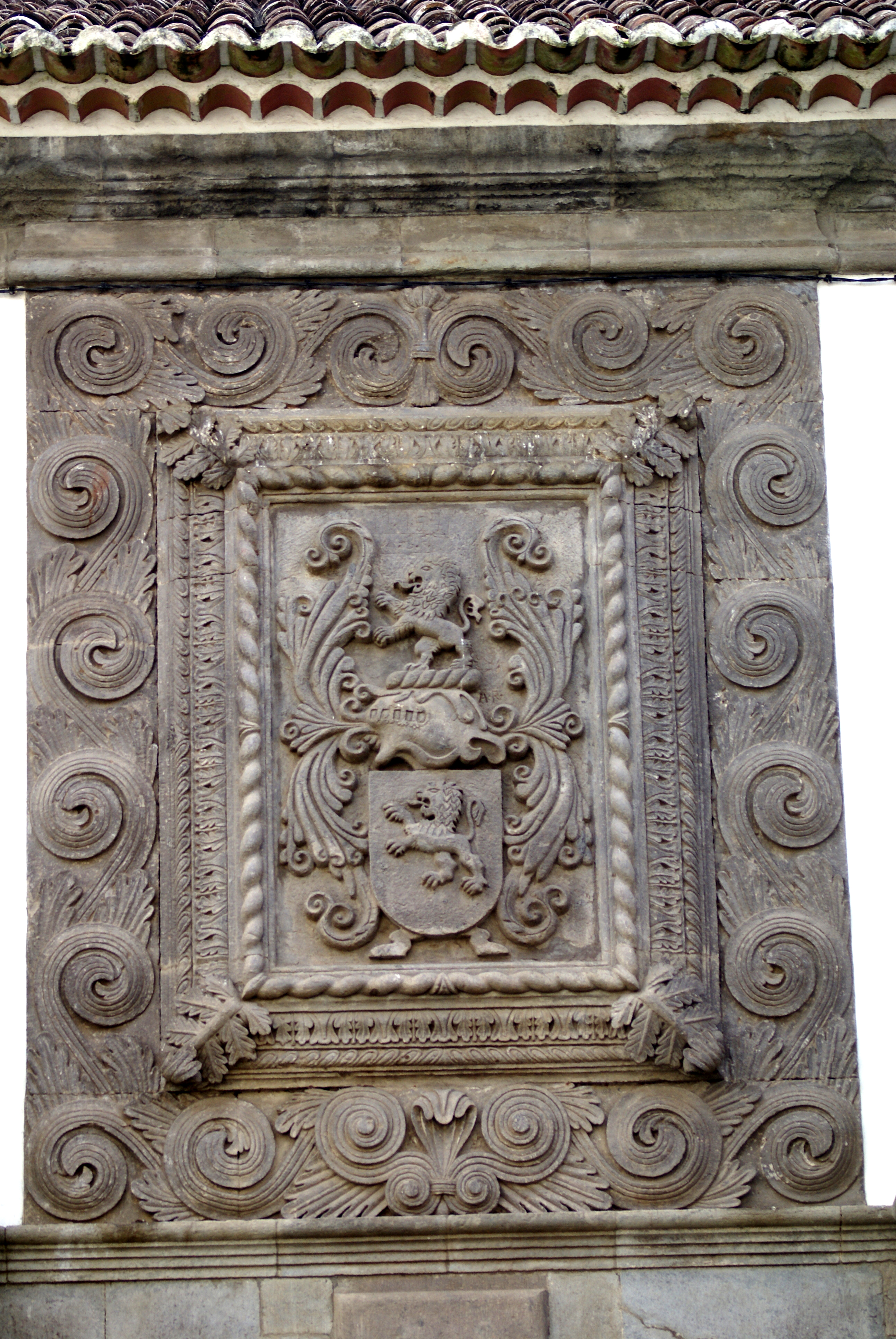
Armoiries des Bettencourt sur la façade.
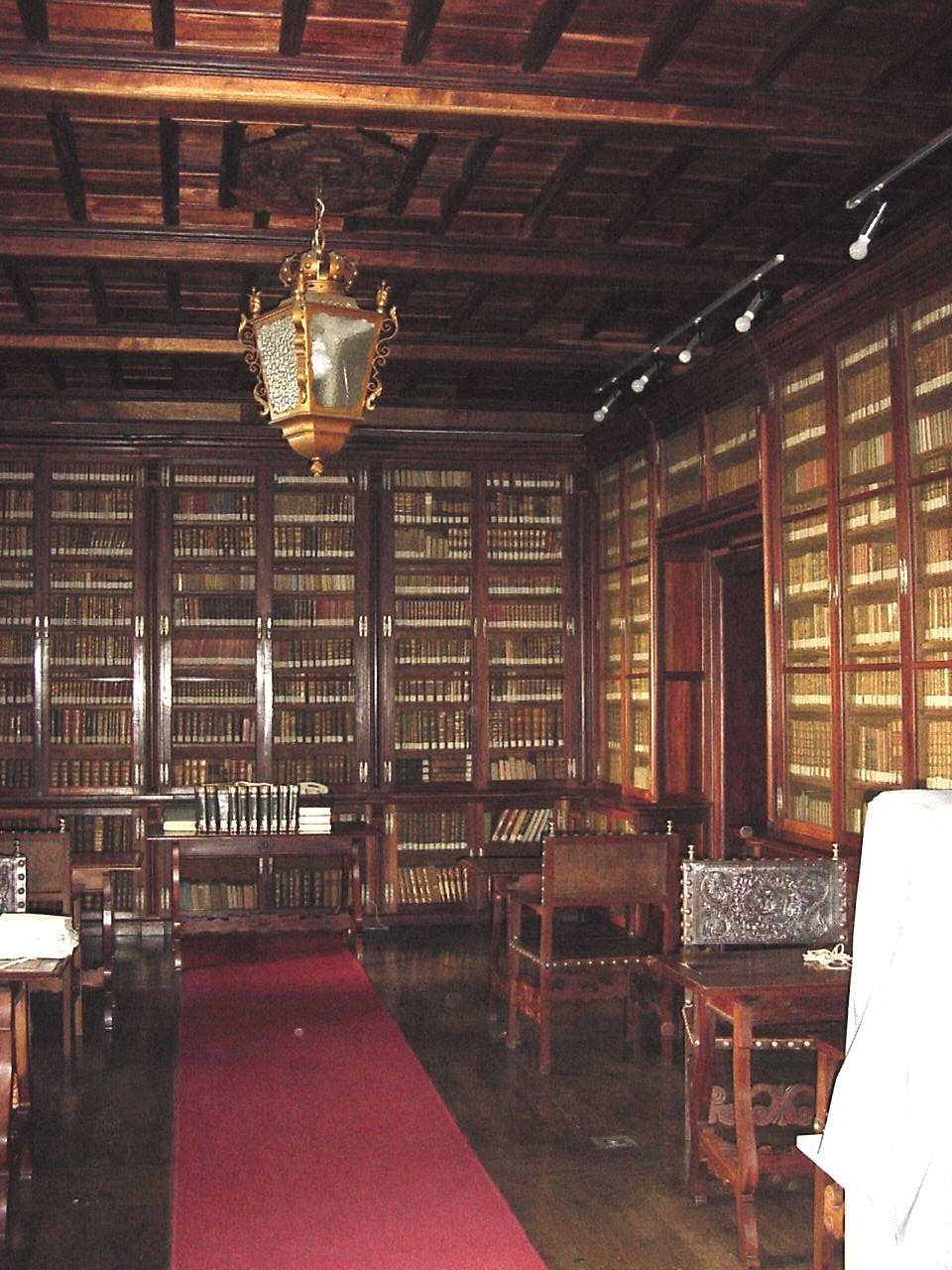
Salle de consultation documentaire.
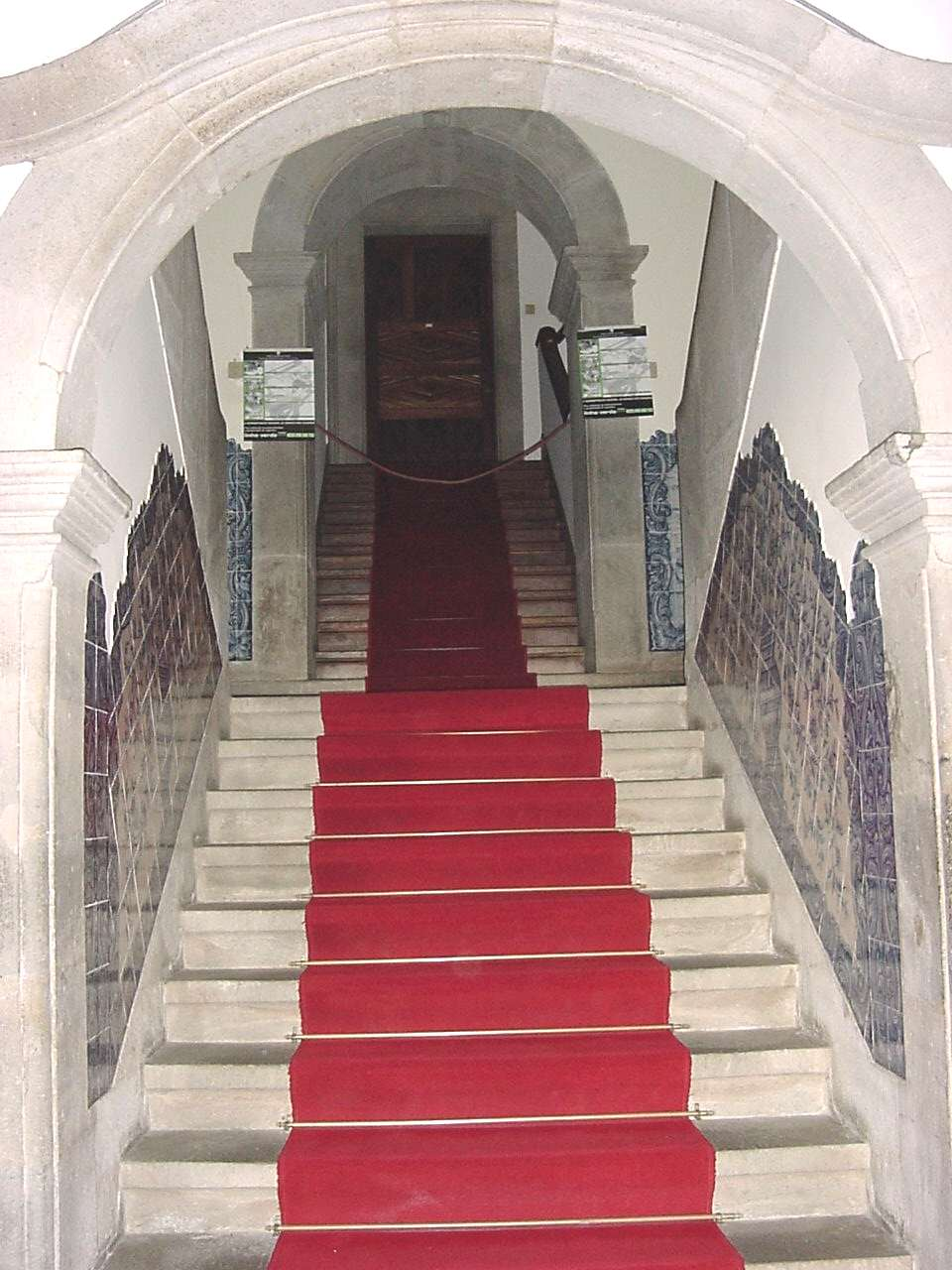
Escalier.

## Source de traduction
- (pt) Cet article est partiellement ou en totalité issu de l’article de Wikipédia en portugais intitulé « Palácio Bettencourt » (voir la liste des auteurs).